# Концерт для скрипки с оркестром № 1 (Хренников)
Концерт для скрипки с оркестром № 1 до мажор соч. 14 — сочинение Тихона Николаевича Хренникова для солирующей скрипки и симфонического оркестра. Концерт посвящён Леониду Когану.
Премьера состоялась 21 октября 1959 года в Москве, в Большом зале консерватории.

## История
Концерт был написан в 1959 году Хренниковым по просьбе знаменитого скрипача Леонида Когана. Премьера концерта состоялась 21 октября 1959 года в Большом зале Московской консерватории, солировал Леонид Коган в сопровождении Большого симфонического оркестра Всесоюзного радио и Центрального телевидения, дирижировал Кирилл Кондрашин. За рубежом концерт впервые был исполнен в 1961 году в Лос-Анджелесе.
Это произведение исполняли скрипачи: Леонид Коган, Владимир Спиваков, Виктор Либерман, Михаил Гольдштейн, Леонарда Бруштейн, Игорь Безродный, Эдуард Грач, Виктор Третьяков, Павел Коган, Максим Венгеров, Йоко Сато и др., дирижировали: Кирилл Кондрашин, Франц Ваксман, Геннадий Рождественский, Евгений Светланов, Арвид Янсонс, Павел Коган и др. Этим концертом, в 1982 году, дебютировал на большой сцене всемирно известный скрипач Вадим Репин.

## Музыкальные характеристики
Концерт был создан спустя 25 лет после написания первого фортепианного концерта. За это время композитор написал 2 симфонии, 3 оперы, множество музыки к кино и спектаклям. Именно эти обстоятельства сказались на характер музыкального языка скрипичного концерта. По сравнению с другими концертами композитора он отличается большей традиционностью в трактовке данного жанра.
Первая часть по своему характеру и общему настроению напоминает оживлённое действие весёлой жизнерадостной комедии с острой интригой. Основное содержание первой части составляет противопоставление двух контрастных образов — энергичного, динамически подвижного (основная тема) и лирического нежно-мечтательного (побочная тема).
Вторая часть представляет собой лирическое интермеццо между двумя энергичными частями. По характеру тематического материала и его изложению вторая часть тяготеет к жанру ариозо, переходящему в лирическому дуэту. Это подчёркнуто вокальной природой мелодии, обилием вторящих ей подголосков.
Третья часть написана в форме рондо с чертами сонатности. Вступление вводит в атмосферу оживления и праздничности, которые переданы быстрых пассажей у струнных. Главная тема финала полна озорного задора. Танцевальный характер и упругий ритм придают ей весёлую лихость.

«Первый скрипичный концерт открывает период нового подъёма в творчестве композитора, становится своеобразной увертюрой к художественным свершениям 60-х годов. В нём вновь проявились лучшие черты многогранного таланта: ясность мышления, выразительная простота и доступность музыкального языка, тонкое ощущение формы. Музыка концерта отличается мастерским использованием возможностей солирующего инструмента, изяществом и гармонической легкостью, красочным разнообразием оркестровой палитры. Для воплощения бодрых, светлых настроений, веселого задора, свойственных этой музыке, Хренников охотно обращается к современным песенным интонациям и танцевальным ритмам. В то же время лирическая струя концерта вызывает в памяти поэтичные страницы вокальной музыки композитора».— из статьи М. Яковлева

## Структура
- I часть — Allegro con fuoco
- II часть — Andante espressivo
- III часть — Allegro agitato